# Asterocampa texana
Asterocampa texana är en fjärilsart som beskrevs av Henry Skinner 1911. Asterocampa texana ingår i släktet Asterocampa och familjen praktfjärilar. Inga underarter finns listade i Catalogue of Life.